# Klęska głodu w Tatarstanie (1921–1922)

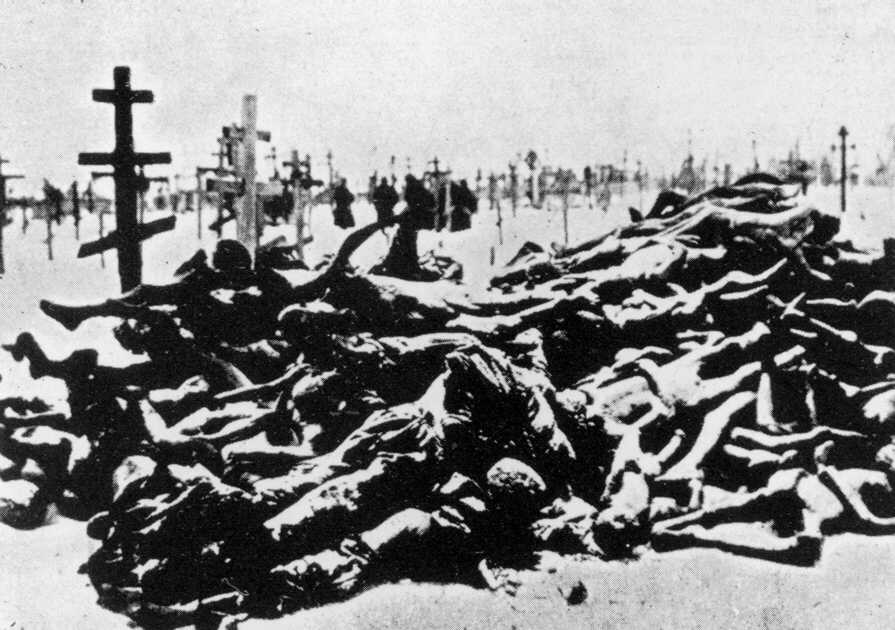
Ofiary klęski głodu w mieście Buzułuk

Klęska głodu w latach 1921–1922 była rezultatem polityki komunizmu wojennego realizowanej w Tatarskiej ASRR oraz w całym Związku Radzieckim. Rozpoczęła się jesienią 1921 roku. Z głodu zmarło ponad 2 miliony chłopów, zwłaszcza w takich rejonach Republiki Tatarstanu jak: arski, swijażski, mamadyski, mienzielinski, spaski, tetjuski i tukajewski.
Pod koniec 1921 roku został powołany do walki z głodem komitet specjalny Tatpomgol. Do sierpnia 1922 roku Tatpomgol importował 8 milionów pudów żywności, wliczając w to 2 miliony funtów ziarna, finansując to z pożyczek. Z terenów objętych głodem ewakuowano do Azji Środkowej, na Białoruś i Syberię 210 tysięcy ludzi, głównie dzieci. 
Doraźne punkty żywieniowe otwarto w całej Republice. Rząd sowiecki poprosił o pomoc organizacje międzynarodowe (m.in. Międzynarodową Pomoc Robotniczą i Amerykańską Administrację Pomocy). Według danych z 1 lipca 1922 roku w tychże punktach żywiło się ponad 1,6 miliona osób. Liczba ofiar waha się pomiędzy 400 tysiącami a 600 tysiącami. Spośród wszystkich gospodarstw rolnych, 86 tysięcy zniknęło (co stanowiło 16,2% ogólnej liczby gospodarstw). Po klęsce głodu, władze Republiki zostały zdymisjonowane.
Głód w Tatarstanie był częścią ogólnorosyjskiej klęski głodu w latach 1921–1922.

## Ludobójstwo
W wyniku głodu w latach 1921–1922 zginęło 2 miliony Tatarów (połowa ogólnej populacji Tatarów nadwołżańskich) w Tatarskiej ASRR i w całym regionie Idel-Ural. Po klęsce głodu na tych terenach osiedleni zostali Rosjanie, co spowodowało spadek liczby Tatarów w populacji do mniej niż 50%. Tatarscy nacjonaliści zwracali się do ONZ z prośbą o potępienie tej klęski głodu jako ludobójstwa Tatarów. Głód z lat 1921–1922 w Tatarstanie jest porównywany z wielkim głodem na Ukrainie.